# Johannes Munch-Petersen
Johannes Fibiger Munch-Petersen (22. september 1928 i København – 26. september 2012) var en dansk ingeniør og professor.
Han var søn af professor, dr. jur. Erwin Munch-Petersen og hustru Asta f. Fibiger, blev student fra Gentofte Statsskole 1946 og cand. polyt. 1951. Han var amanuensis ved Danmarks Tekniske Højskole 1951-53, ansat i de rådgivende ingeniørfirmaer Rambøll & Hannemann 1953-54, P.E. Malmstrøm 1954-68 og G. Mengel 1968-70, hvor han bl.a. projekterede Høje Gladsaxe-byggeriet.
Munch-Petersen blev professor i husbygning ved Danmarks Tekniske Højskole 1970 og formand for fagrådet for de bygningstekniske ingeniørvidenskaber 1973. Han var fra 1974 til 1978 prorektor ved DTH og i næsten 20 år – 1972-91 – medlem af Konsistorium. 1994 blev han pensioneret.
Munch-Petersen blev 1973 medlem af Akademiet for de Tekniske Videnskaber og 12. december 1985 Ridder af 1. grad af Dannebrogordenen. Fra 1990 var han bestyrelsesformand i Polyteknisk Kollegie Byggeselskab. Han skrev artikler, publikationer og afholdt foredrag om industrialiseret byggeri i tidsskrifter og ved kurser, FN-seminarer og kongresser i ind- og udland. 
Han blev gift 9. september 1950 med Lise Seerup (født 19. november 1929 på Frederiksberg), datter af prokurist Søren Seerup og hustru Else f. Richert (død 1973). 